# Naturbahnrodel-Juniorenweltmeisterschaft 2004
Die 4. FIL-Naturbahnrodel-Juniorenweltmeisterschaft fand vom 30. Januar bis 1. Februar 2004 in Kindberg in Österreich statt.

## Einsitzer Herren
| Platz | Name              | Zeit        |
| ----- | ----------------- | ----------- |
| 01    | Andreas Gruber    | 3:35,60 min |
| 02    | Patrick Pigneter  | + 1,85 s    |
| 03    | Philipp Wagner    | + 2,50 s    |
| 04    | Michael Folie     | + 3,01 s    |
| 05    | Thomas Damian     | + 3,14 s    |
| 06    | Florian Batkowski | + 3,84 s    |
| 07    | Alexander Pamer   | + 4,77 s    |
| 08    | Robert Stadler    | + 5,19 s    |
| 09    | Dominik Wagner    | + 5,73 s    |
| 10    | Stefan Gruber     | + 5,86 s    |

Von 38 gemeldeten Rodlern waren 36 am Start, von denen 35 in die Wertung kamen.

## Einsitzer Damen
| Platz | Name              | Zeit        |
| ----- | ----------------- | ----------- |
| 01    | Sandra Lanthaler  | 3:40,78 min |
| 02    | Barbara Abart     | + 0,01 s    |
| 03    | Anna Braun        | + 2,87 s    |
| 04    | Imelda Gruber     | + 3,87 s    |
| 05    | Tamara Schwarz    | + 3,95 s    |
| 06    | Tina Unterberger  | + 3,96 s    |
| 07    | Katrin Mladek     | + 6,21 s    |
| 08    | Melanie Batkowski | + 6,84 s    |
| 09    | Marisa Clara      | + 8,19 s    |
| 10    | Živa Janc         | + 8,35 s    |

Von 21 gestarteten Rodlerinnen kamen 19 in die Wertung.

## Doppelsitzer
| Platz | Name                                  | Zeit        |
| ----- | ------------------------------------- | ----------- |
| 1     | Christian Schopf – Thomas Schopf      | 2:35,97 min |
| 2     | Harald Laimer – Alex Innerbichler     | + 00,16 s   |
| 3     | Lukas Wagner – Siegfried Truppe       | + 01,68 s   |
| 4     | Alexander Jegorow – Pjotr Popow       | + 02,05 s   |
| 5     | Andrzej Tyrna – Tomasz Kowalczyk      | + 03,95 s   |
| 6     | Mario Gortnar – Jure Potočnik         | + 05,22 s   |
| 7     | Wladimir Alechin – Maxim Batunin      | + 05,26 s   |
| 8     | Galabin Bozew – Slatomir Sdrawkow     | + 37,06 s   |
| 9     | Ulrich Trenkwalder – Ingrid Gurschler | + 38,07 s   |

Neun der zehn gestarteten Doppelsitzerpaare kamen in die Wertung.

## Medaillenspiegel
| Platz | Land       | Gold | Silber | Bronze | Gesamt |
| ----- | ---------- | ---- | ------ | ------ | ------ |
| 1.    | Italien    | 2    | 3      | —      | 5      |
| 2.    | Österreich | 1    | —      | 3      | 4      |